# 297 Caecilia
Caecilia (asteroide 297) é um asteroide da cintura principal com um diâmetro de 39,48 quilómetros, a 2,6996909 UA. Possui uma excentricidade de 0,1458105 e um período orbital de 2 052,25 dias (5,62 anos).
Caecilia tem uma velocidade orbital média de 16,75378081 km/s e uma inclinação de 7,55127º.
Esse asteroide foi descoberto em 9 de Setembro de 1890 por Auguste Charlois.